# FS 835
Die Dampflokomotiven der Baureihe 835 der italienischen Ferrovie dello Stato waren Rangierlokomotive, die von der Rete Mediterranea (RM) kurz vor der Verstaatlichung entwickelt wurden. Sie stellten eine vereinfachte Version der ebenfalls von RM entworfenen Baureihe 830 dar.  Zwischen 1906 und 1922 wurden insgesamt 370 Lokomotiven von verschiedenen Herstellern gebaut. Sie waren teilweise bis 1984 im Einsatz.

## Geschichte

### Bau

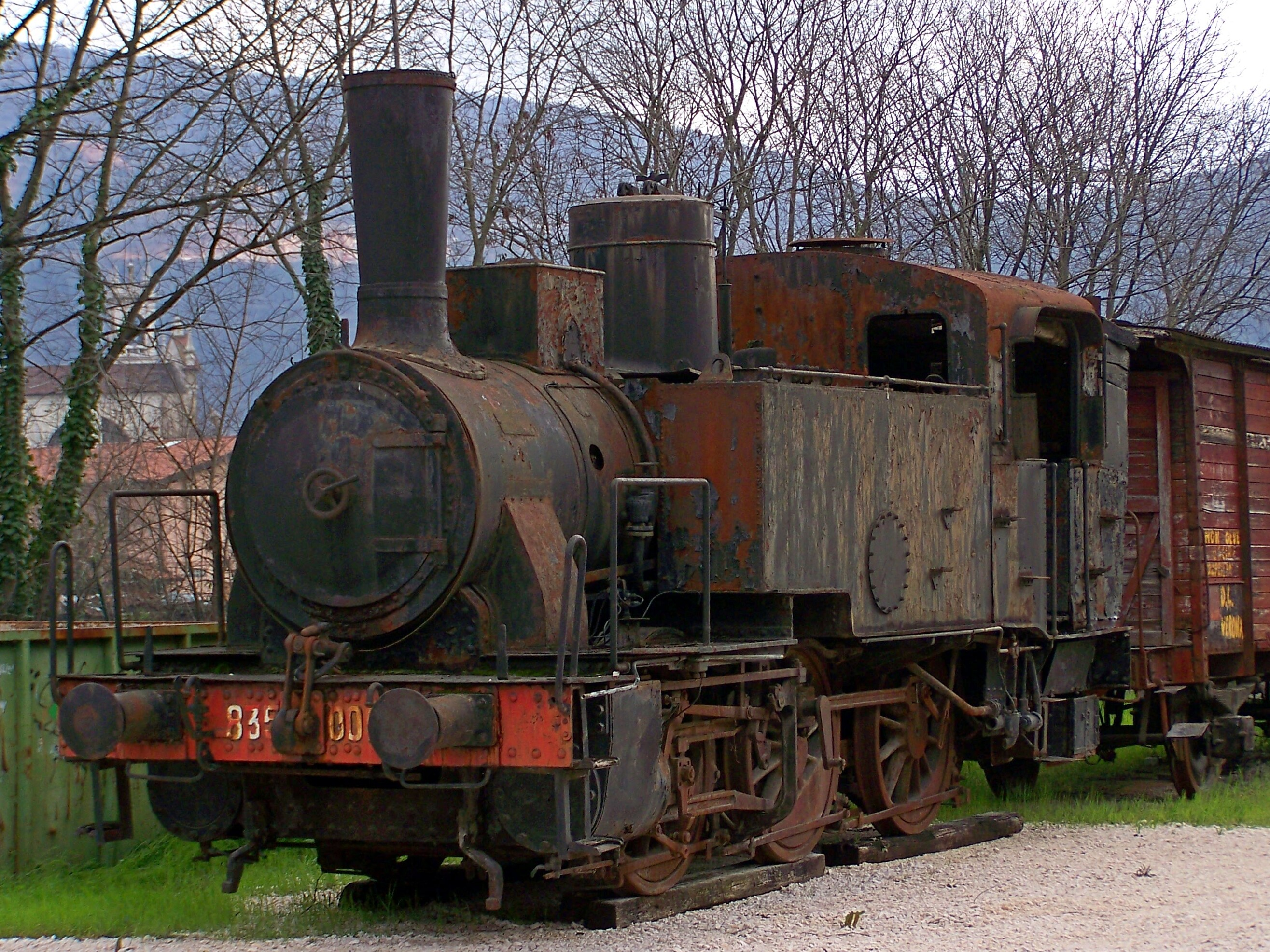
Lokomotive der ersten Serie erkennbar am eckigen Dampfdom

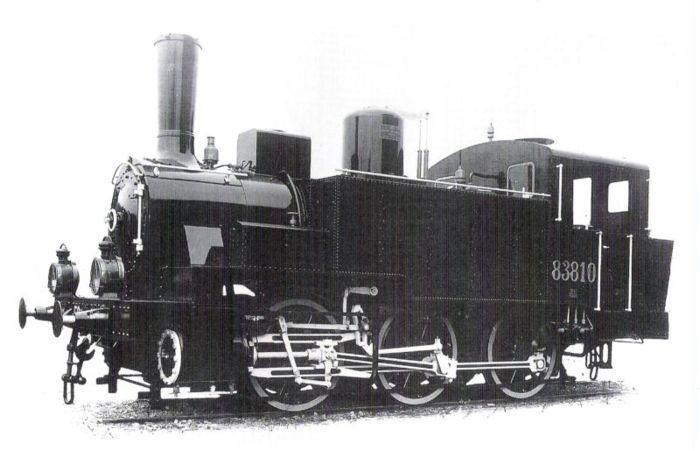
Lokomotive der vierten Serie erkennbar an den angehobenen Laufblechen

Die Lokomotiven der Baureihe 835 waren die ersten in Italien, die von Anfang an als Rangierlokomotiven vorgesehen wurden. Zuvor wurden für diese Aufgabe veraltete Streckenlokomotiven eingesetzt, die jedoch nicht optimal auf die Anforderungen des Rangierens abgestimmt waren. Die Lokomotiven der Baureihe 835 wurden in vier Serien gebaut, wobei die ersten beiden bis auf die Verkleidung des Dampfdoms identisch waren. Erst bei der dritten Serie wurden äußerlich sichtbare Änderungen eingeführt.
Die ersten beiden Serien und 120 Lokomotiven der dritten Serie wurden von Breda in Mailand gebaut. Ab 1909 gingen die Aufträge jedoch an die Officine Meccaniche (OM), die bis 1912 in ihren Werken in Mailand 45 und in Neapel 91 Lokomotiven baute.
Die kurz vor dem Ausbruch des Ersten Weltkriegs bestellte vierte Serie wurde zwischen 1915 und 1922 geliefert. OM baute 40 Lokomotiven, Reggiane 30 Lokomotiven und Ansaldo in Genua 24.
Die letzte Serie lässt sich an den Laufblechen erkennen, die so angehoben wurden, dass sie mit der Unterkante des Überhangs der Wasserkästen bündig abschließen. Bei allen anderen Serien hingegen liegen die Umlaufbleche auf der Höhe der Unterkante der Wasserkästen, wodurch ein Spalt zwischen Überhang und Laufblech entsteht.

### Betrieb
Die Lokomotiven wurden in ganz Italien für Rangieraufgaben in großen Bahnhöfen und in Rangierbahnhöfen eingesetzt und erhielten die Spitznamen „Cirilla“ und „Pierina“. Einige Lokomotiven wurden in den 1930er Jahren an Privatbahnen oder Industriebetriebe verliehen. Nach dem Zweiten Weltkrieg verblieben drei Lokomotiven in Jugoslawien und wurden von den Jugoslawischen Eisenbahnen (JZ) übernommen.
Ab Mitte der 1950er Jahre ging die Zahl der Lokomotiven der Baureihe 835 infolge der Indienststellung von Dieselrangierlokomotiven und elektrischer Rangierlokomotiven zurück. Die Fahrwerke vieler auszumusternden 835er wurden für den Bau von elektrischen Rangierlokomotiven der Baureihen E.321, der Motorwagen E.322 sowie dieselhydraulischen Rangierlokomotiven der Baureihe D.234 verwendet. 
Ende 1970 waren von der Baureihe 835 noch 152 Lokomotiven vorhanden, wovon jedoch nur noch 65 einsatzfähig waren inklusive 12 vermieteten Lokomotiven. Die Baureihe 835 blieb bis zum Ende des regulären Dampfbetriebs bei der FS im Einsatz, wobei einige Lokomotiven noch in den frühen 1980er Jahren aktiv waren. Die letzten Lokomotiven wurden in der ersten Hälfte der 1980er Jahre ausgemustert. 

### Erhaltene Lokomotiven
Die letzte Lokomotive, die 1984 nach 74 Dienstjahren ihren Betrieb einstellte, war die 835.166, die bei den Officine Meccaniche (OM) im Jahre 1910 das Werk verließ. Sie ist als Denkmal in Falconara Marittima erhalten geblieben. Von den ursprünglich 370 gebauten Lokomotiven sind 54 erhalten geblieben und werden in verschiedenen Museen oder als Denkmäler ausgestellt.

## Technik
Die Dreikuppler waren Zweizylinder-Naßdampfmaschinen, die eine vereinfachte Version der FS 830 darstellte. Die für das Rangieren nicht erforderliche Druckluftbremse wurde anfangs weggelassen. Stattdessen waren die Lokomotiven mit einer auf alle Räder wirkenden Dampfbremse sowie einer Gegendruckbremse ausgestattet. Letztere ermöglichte neben einem schnellen Abbremsen auch ein zügigen Richtungswechsel. Die Druckluftbremse wurde später nachgerüstet. Anfang der 1940er Jahre war bereits mehr als die Hälfte der Flotte mit ihr ausgestattet.
Die Kessel der Baureihe 835 waren identisch mit denjenigen der Baureihe 830, jedoch wurden kostengünstigere Heizrohre ohne Innenrippen verwendet. Dies führte zu einer kleineren Heizfläche bei der 835 im Vergleich zur 830, was allerdings betrieblich keine Bedeutung hatte. Die Baureihe 835 erhielt im Vergleich zur 830 Zylinder mit einem größeren Durchmesser, so dass bei tiefen Geschwindigkeiten eine höhere Zugkraft zur Verfügung stand.
Ab der dritten Serie kam ein verstärkter Kessel zum Einsatz, der auch als Ersatzkessel für die Baureihen 830 und 829 verwendet wurde. Zudem erhielten die Lokomotiven eine Dampfheizung um die Personenwagen an den Endbahnhöfen der Reisezüge vorzuheizen, sodass diese Aufgabe nicht mehr von Streckenlokomotiven übernommen werden musste. Die Einrichtung wurde in den 1950er Jahren entfernt, weil sie aufgrund der elektrischen Zugheizung immer weniger benötigt wurde. 
Nach Ablieferung erfuhren die Lokomotiven einige Änderungen. Eine der wichtigsten war die Erhöhung des Kohlenkastens um 55 cm, die ab 1929 eingeführt wurde. So konnte der Vorrat an Kohle von 1,5 t auf 2,4 t erhöht werden. Dadurch musste einerseits weniger häufig Kohle gefasst werden, anderseits war der größere Vorrat nötig, um den Mehrverbrauch an Kohle bei der Verwendung langflammiger Kohle zu kompensieren. Weiter erhielten die Lokomotiven eine elektrische Beleuchtung. 
Ab 1942 wurde der ursprünglich verbaute Kondensationsöler von Nathan nach und nach durch eine Michalk-Schmierpumpe ersetzt, die über eine Stange, die die Bewegung am linken Rad der hintersten Achse abgriff. In den 1960er Jahren wurden am Rand der seitlichen Kabinenöffnung ein Kragen mit Sichtfenstern angebracht, der die Arbeitsbedingungen für das Personal verbessern sollte. Zusätzliche Handläufe sollten die Arbeitssicherheit verbessern.